# Eric Winter
Eric Winter (La Mirada, 17 luglio 1976) è un attore statunitense.
È famoso soprattutto per aver interpretato Rex Brady in Il tempo della nostra vita.

## Biografia
Inizia la sua carriera come modello, lavorando per diversi marchi importanti tra i quali Tommy Hilfiger. Ha preso parte anche alla pubblicità del profumo Curious di Britney Spears.
Winter è conosciuto principalmente per il ruolo di Rex Brady nella soap opera Il tempo della nostra vita dal 2002 al 2005. Dopo aver lasciato la soap, Winter ha ricoperto tanti piccoli ruoli in televisione, in serie quali CSI: Scena del crimine e Just Legal. È anche apparso in Family's Wildfire per cinque episodi.
Ha interpretato il ruolo di Jason McCallister, il fratello del senatore Robert McCallister (Rob Lowe) nella serie Brothers & Sisters - Segreti di famiglia.
È anche apparso nei nuovi episodi di Moonlight nel ruolo di Benjamin Talbot. Nel 2010 è protagonista, insieme ad Alyssa Milano, nel film per la TV Domeniche da Tiffany tratto dall'omonimo romanzo di James Patterson.
Nel 2013 ha interpretato il ruolo di Ryan Clayton nel videogioco Beyond: Due anime di David Cage.
Sempre dal 2013 fa parte del cast della serie TV Le streghe dell'East End, nel quale interpreta Dash Gardiner.
Ha recitato nella serie tv The Mentalist, dal 2010 al 2012, e dal 2018 fa parte del cast di The Rookie.

## Vita privata
Laureato in psicologia alla UCLA, è stato sposato con l'attrice Allison Ford dal 2001 al 2005. Dal novembre 2008 è sposato con l'attrice Roselyn Sánchez: la coppia ha avuto due figli.

## Filmografia

### Attore

#### Cinema
- Harold & Kumar - Due amici in fuga, regia di Jon Hurwitz e Hayden Schlossberg (2008)
- La dura verità (The Ugly Truth), regia di Robert Luketic (2009)
- Fire with Fire, regia di David Barrett (2012)
- Scent of the Missing, regia di Susannah Charleson (2012)

#### Televisione
- Profiler - Intuizioni mortali (Profiler) - serie TV, episodio 3x13 (1999)
- Undressed - serie TV, episodio 1x2 (1999)
- The Parkers - serie TV, episodio 1x5 (1999)
- Andy Dick Show - serie TV, 1 episodio (2002)
- Il tempo della nostra vita (Days of Our Lives) - serial TV, 682 puntate (2002-2005)
- Streghe (Charmed) - serie TV, episodio 5x9 (2002)
- Back When We Were Grownups, regia di Ron Underwood - film TV (2004)
- CSI: Scena del crimine (CSI: Crime Scene Investigation) - serie TV, episodio 6x2 (2005)
- The Magic of Ordinary Days, regia di Brent Shields - film TV (2005)
- Break-In, regia di Michael Nankin - film TV (2006)
- South Beach - serie TV, episodio 1x4 (2006)
- Pepper Dennis - serie TV, episodio 1x4 (2006)
- Just Legal - serie TV, episodio 1x6 (2006)
- Wildfire - serie TV, 5 episodi (2007)
- Viva Laughlin - serie TV, 3 episodi (2007)
- Brothers & Sisters - Segreti di famiglia (Brothers & Sisters) - serie TV, 5 episodi (2007-2008)
- Single with Parents, regia di Michael Engler - film TV (2008)
- Moonlight - serie TV, 4 episodi (2008)
- The Ex List - serie TV, episodio 1x2 (2008)
- CSI: Miami - serie TV, episodio 10x2 (2011)
- The Mentalist - serie TV, 8 episodi (2010-2012)
- Domeniche da Tiffany (Sundays at Tiffany's), regia di Mark Piznarski - film TV (2010)
- Weekends at Bellevue, regia di Jack Bender - film TV (2011)
- Amiche nemiche (GCB) - serie TV, 5 episodi (2012)
- Rizzoli & Isles - serie TV, episodio 4x10 (2013)
- Le streghe dell'East End (Witches of East End) – serie TV, 23 episodi (2013-2014)
- Secrets and Lies - serie TV, 8 episodi (2016)
- Rosewood - serie TV, 9 episodi (2016)
- APB - A tutte le unità (APB) – serie TV, 1 episodio (2017)
- Babbo Natale cercasi (Finding Santa), regia di David Winning - film TV (2017)
- The Good Doctor - serie TV, 2 episodi (2017-2018)
- The Rookie – serie TV (2018-in corso)
- Fantasy Island – serie TV, episodio 1x07 (2021)

### Doppiatore
- Beyond: Due anime (Beyond: Two Souls) – videogioco (2013)

## Doppiatori italiani
Nelle versioni in italiano delle opere in cui ha recitato, Eric Winter è stato doppiato da:
- Marco Vivio ne La dura verità, Amiche nemiche, Le streghe dell'East End, The Rookie, Fantasy Island
- Riccardo Scarafoni in CSI: Miami, The Good Doctor
- Francesco Pezzulli in Secrets and Lies
- Riccardo Rossi in The Mentalist

Come doppiatore è sostituito da:
- Andrea Bolognini in Beyond: Due anime